# Pierre Grellety
Pierre Grellety, surnommé « le dernier croquant », est un personnage célèbre du Périgord dans une petite commune de Dordogne : Saint-Mayme de Pereyrol.
Sous le règne du roi Louis XIII, en 1638, un capitaine du roi cherchant à enrôler de force de jeunes recrues s'en prend à Jean Grellety ; son frère Pierre, simple laboureur, sortant alors d'une maison, ajuste le capitaine et l'abat d'un seul coup.
Commence alors pour Pierre Grellety une vie misérable dans la forêt de Vergt, mais peu à peu, convaincu de la justesse de son acte, il rejoint d'autres proscrits comme lui en révolte contre les oppressions dont ils sont les victimes.
À la tête de son équipe, au cœur de la forêt de Vergt, il tient tête aux armées du roi venus le déloger pendant quatre années ; mobiles et légers, insaisissables et partout à la fois, ses croquants disciplinés et bien armés sont les partisans d'une guérilla plus que de véritables affrontements où ils seraient à coup sûr perdants.
Cependant en septembre 1640, Pierre Grellety fait la preuve de ses réels talents militaires puisque avec seulement 200 hommes il obtient une victoire honorable face à 3 000 soldats bien entraînés. Richelieu, las de ces querelles paysannes qui empoisonnent la vie du Sud-Ouest et surtout de cette guérilla qui coupe la route vers l'Espagne, alors en guerre contre la France, lui propose de mettre fin à ses agissements.
Le 25 janvier 1642, Pierre Grellety reçoit du Roi les lettres patentes attestant de l'amnistie générale pour tous ses hommes et pour lui une charge de capitaine dans les armées du roi, dans le poste de gouverneur de la cité de Verceil en Italie.